# Sprint Corporation
Sprint Corporation foi uma empresa estadunidense do setor de telecomunicações, com um valor de mercado de aproximadamente US$ 77 bilhões (início de 2006), antes de sua aquisição pela T-Mobile em 1 de abril de 2020. Em 2005, foi fundida com Nextel Corporations, empresa que oferecia serviços de rádio sem fio, utilizando a tecnologia iDEN nos Estados Unidos (não confundir com Nextel América Latina, cuja marca é licenciada à NII Holdings, Inc.). A rede de operação desta última foi desativada em junho de 2013.
Em 1 de abril de 2020, a T-Mobile US e Sprint Corporation completaram sua fusão com a T-Mobile agora sendo proprietária integral da Sprint, fazendo com que essa seja uma subsidiária efetiva da T-Mobile até que a marca Sprint seja oficialmente dissolvida. Mudanças na liderança, nos bastidores e na bolsa ocorreram imediatamente, sendo que mudanças para o consumidor ocorrerão ao longo do tempo. Nenhuma linha do tempo foi divulgada para essas alterações.